# Jacob Frey (Politiker)

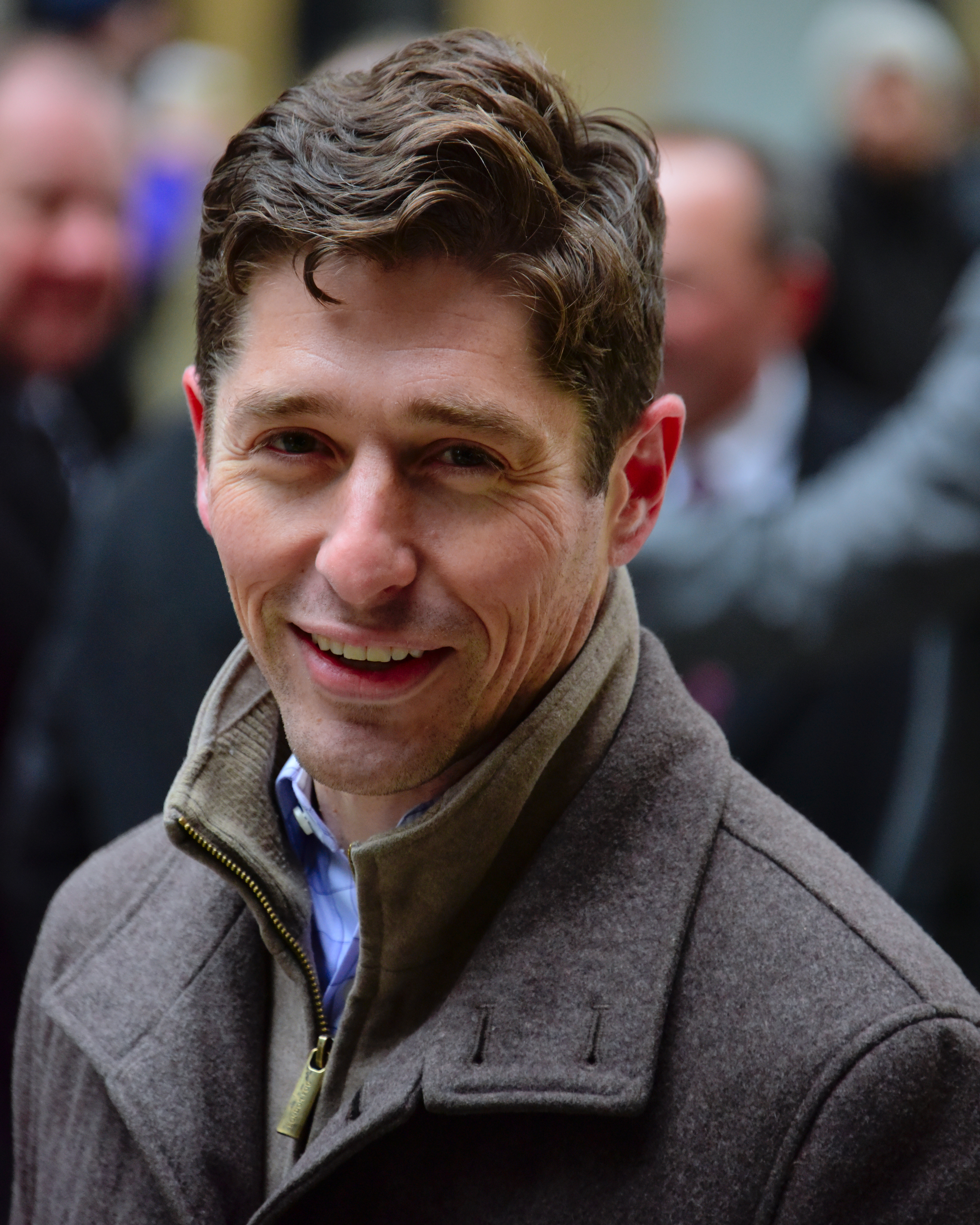
Jacob Frey (2017)

Jacob Frey [fraɪ] (geb. 23. Juli 1981 in Oakton, Fairfax County, Virginia) ist ein US-amerikanischer Politiker der Minnesota Democratic-Farmer-Labor Party (DFL). Er ist seit dem 2. Januar 2018 Bürgermeister von Minneapolis, Minnesota.

## Leben
Jacob Frey, dessen Familie russisch-jüdischer Abstammung ist, wuchs in Oakton, einem Vorort von Washington, D.C., auf. Er studierte Rechtswissenschaften am College of William & Mary und an der Villanova University, wo er 2009 seinen Juris Doctor abschloss. Danach zog Frey nach Minneapolis und arbeitete bei der Anwaltskanzlei Faegre Baker Daniels.
Vor seiner politischen Karriere war Frey als Leistungssportler im Langstreckenlauf aktiv. 2007 vertrat er sein Land bei den Panamerikanischen Spielen, bei denen er im Marathonwettbewerb mit seiner persönlichen Bestzeit von 2:16:44 Stunden Vierter wurde. Im Folgejahr beendete er sein letztes kompetitives Rennen, den New-York-City-Marathon 2008, auf Rang 15.
2013 wurde Jacob Frey in den Stadtrat von Minneapolis gewählt. Dort setzte er sich vor allem für Arbeits- und Umweltpolitik, aber auch für bezahlbaren Wohnraum ein. Im Jahr 2016 wurde unter Frey eine Verordnung erlassen, nach der Umweltverschmutzer Gebühren im Gegenwert ihrer Verschmutzung zahlen müssen, die wiederum zur Unterstützung umweltfreundlicher Unternehmensverbesserungen eingesetzt werden. Seitdem sind die Emissionen innerhalb der Stadt stark zurückgegangen, 2018 wurde Minneapolis auf der US-Bürgermeisterkonferenz für diesen Erfolg ausgezeichnet. Frey war außerdem an der Ausarbeitung einer Mindestlohnverordnung im Jahr 2017 beteiligt.
Am 3. Januar 2017 gab Jacob Frey seine Kandidatur für die anstehende Bürgermeisterwahl in Minneapolis bekannt. Bei der Wahl am 7. November 2017 setzte er sich nach fünf Schritten im Instant-Runoff-Voting mit 57,2 Prozent der Stimmen gegen seinen Mitbewerber Raymond Dehn durch. Am 2. Januar 2018 wurde Jacob Frey in seinem neuen Amt vereidigt. Bei seiner Amtseinführung war Jacob Frey mit einem Alter von 36 Jahren nach Al Hofstede der zweitjüngste Bürgermeister von Minneapolis. Frey löst Betsy Hodges ab, die bei der Wahl im letzten Durchgang ausgeschieden war.
Frey ist seit 2016 mit der Lobbyistin Sarah Clark verheiratet und lebt in Minneapolis.